# Arroyo El Potrero
El arroyo del Potrero es un curso fluvial uruguayo situado en la región sureste de la república. Discurre por el departamento de Maldonado, desde su nacimiento en la Laguna del Sauce hasta su desembocadura en el Río de la Plata, al oeste de la ciudad turística de Punta del Este. Sirve de límite entre los balnearios Ocean Park y Chihuahua.